# Теодорік II (король вестготів)
Теодорік II (Þiudareiks II; близько 426 — 466) — король вестготів у 453—467. Значно зміцнив потугу своєї держави та розширив її кордони, підкоривши значну частину Піренейського півострова.

## Життєпис

### Молоді роки
Походив з династії Балтів. Син короля Теодоріка I, та принцеси Педоки, доньки Аларіха I. Отримав гарну освіту. Замолоду представник римо-галльської знаті Авіт навчав його римському праву і латинській літературі. Водночас набув майстерності у військовій справі. У 451 році відзначився у битві на Каталаунських полях.
У 453 за участі свого брата Фрідеріха та підтримці проримської знаті, зчинив заколот проти свого брата — короля Торізмунда, який загинув. Після цього Теодоріка було оголошено новим королем. За підтримку своєму братові Фрідеріху, надав звання головнокомандувача готськими військами.

### Королювання

Королівство вестготів за Теодоріка II (позначено червоним)

У своїй державній діяльності король користувався порадами знаті. Сидоній Аполлінарій називає коло людей, до яких прислухався монарх, сенатом і тому підкреслює похилий вік радників. Радники прибували до палацу з першими променями сонця. У його правління, як і в правління його попередників, спостерігалося дружнє співіснування ортодоксів-нікейцев і аріан. Теодорік II займав у релігійних питаннях досить відсторонену позицію.
У зовнішній політиці відновив федеративні відносини з Західною Римською імперією. Новий король визнав номінальне верховенство імперії, та в той же час зросла політична вага Вестготського королівства. Теодорік II поставив за мету стати основною опорою Риму. Вже в 454 році вестготське військо під проводом його брата Фрідеріха, виконуючи доручення імперського уряду, рушило до Іспанії, щоб придушити повстання багаудів у Таррагонській Іспанії. Вестготи жорстоко придушили це повстання.
Загибель Аеція у 454 та вбивство імператора Валентиніана III у 455, війна імперії з вандальським королем Гейзеріхом спричинила в Галлії хвилювання. На особистому побаченні з Теодоріком II Авіт, префект преторія Галлії, що познайомив вестгота за часів його юності з римською культурою, умовив короля визнати імператором Петронія Максима і вірно служити йому. Коли 12 червня 455 того було вбито, і, дізнавшись про взяття Риму Гейзеріхом, готські вожді в Арлі оголосили імператором самого Авіта (10 липня 455). У супроводі вестготських військ Авіт 9 липня 456 прибув до Італії.
Водночас частина війська вестготів на чолі з Теодоріком II рушила до Північної Іспанії, щоб відбити напади свевів, які грабували римські землі. Свевський король Рехіар, спираючись на свою спорідненість з Теодоріком II (він був одружений з сестрою вестготського короля) вирішив, скориставшись труднощами римлян, захопити значну частину Іспанії. Втім внаслідок цих дій відносини Рехіара з його швагром значно погіршилися. Під тиском вестготів свеви були змушені повернути римлянам Карфагенську Іспанію (в Бетіці). Численні римські посольства, що скаржилися Рехіару на вторгнення свевів на римську територію, не знаходили ніякого відгуку, хоча їх підтримували вестготи. Рехіар зарозуміло відповів посланцям Теодоріка II, що в подальших скаргах він, Рехіар, побачить лише привід самому з'явитися в Тулузу, тобто захопити столицю королівства вестготів.
Теодорік II, отримавши згоду імператора Авіта, і, уклавши союз з королями бургундів Гундіохом і Хільперіком, в якому основну силу складали вестготи, виступив у похід проти королівства свевів. Рехіар поспішив з військом, щоб зустріти його в 12 милях від міста Асторга, на річці Орбіго, між Асторгою і Леоном. У битві при Кампус Парамус, що сталася 5 жовтня 456 року Рехіар зазнав нищівної поразки. Король свевів був поранений і втік до Портукале, де сів на корабель, але, відкинутий назад бурею, потрапив у полон до вестготів. У грудні 456 року його за наказом Теодоріка II було страчено.
Теодорік II разом з бургундами завоював столицю свевів Бракору (Брагу). Хто вижив після першої битви, здалися — частина з них була, проте, страчена, королівство свевів було майже знищено і фактично перестало існувати. Теодерік II призначив намісником захоплених земель Агрівульфа з роду Варнів, який потім, хоча й не належав до знаті і, ймовірно, був навіть королівським рабом або вільновідпущеником, оголосив себе королем свевів. Йордан називає його клієнтом короля. Практично одночасно про свої домагання на престол заявив свев Мальдра. Хоча Агівульф був переможений і страчений вестготами у червні 457 року, хвилювання не припинялися — свеви висували нових претендентів на трон Фрамтана, Фрумара, Рехімунда.
Відсутність Теодеріка II послабило становища імператора Авіта: у 456 році він став жертвою інтриги римського патриція Ріцимера, який по материнській лінії був небожем короля вестготів Валлії. Повідомлення про смерть Авіта на початку 457 року застало вестготського короля в Лузітанії, де він намагався пограбувати місто Емеріта (сучасна Мерида). Легенда розповідає, що Теодорік II зняв облогу міста, оскільки був наляканий знаменнями святого мученика Евлалія. Але, мабуть, він більше турбувався про надійність свого становища в Галлії. Він швидко відступив з усією армією і повернувся до Галлії, наказавши своїм військовикам продовжувати іспанську війну проти свевів.
Вбивство Авіта призвело до змін у відносинах між вестготами та римлянами. Теодерік II відвернувся від Риму, оскільки гадав, що допомагати імперії далі було невигідно. З цього моменту король намагався отримати якомога більше зиску зі становища, що склалося. У цьому прагненні він знайшов підтримку у галльській аристократії, яка після вбивства Авіта відчула, що її позбавили можливості брати участь в політичному керівництві імперією.
Влітку 457 і навесні 458 років загони Теодоріка II безуспішно осаджували Нарбонну. Вважається, до кінця 459 року місто впало (але згодом римська влада в ньому була відновлена, тому що до 461 року знаходилося під владою Риму). У всякому разі, до кінця 459 року готська загроза нависла вже над Арелатом (нині Арль).
Імператор Майоріан, що успадкував Авіту, взимку 458/459 року прибув до Галлії і енергійно втрутився в місцеві справи. Патрицій (головний військовик) Егідій приєднався до свого друга Майоріана. Егідій спирався переважно на салічних франків під проводом Хільдеріка I. Егідій рушив вниз по Роні, підпорядкувавши в 458 році своій владі Лугдун (нині Ліон), у 459 році підійшов до Арелата. Під стінами цього міста готи були розбиті полководцями Майоріана — Егідієм і Непоціаном. Майоріан спрямував до готів послів і Теодорік II уклав з Римом союз, вигідний обом державам, і відновив федеративні відносини.
Під час цих подій, у 458 році Теодорік II спрямував до Бетіки військо під командуванням Сірілла. Не зустрівши опору, вестготи розташували в містах Бетіки свої залоги. Це стало початком нового періоду в історії Іспанії. Після цього вестготи так ніколи і не пішли з цієї південної провінції. Починаючи з цього моменту і до появи маврів у 711 році (з тимчасовою втратою володінь у 540-550-х роках на користь Візантії), вестготи володіли Бетікою.
Тим часом імператор Майоріан вирішив почати похід через Іспанію до Африки проти вандалів. Разом з тим було задумано знищити і залишки Свевської держави в Іспанії, яка знаходилася в союзі з володарями вандалів. У цій війні, згідно з укладеним союзом, римляни діяли спільно з вестготами.
Римський магістр Непоціан висадився в Новому Карфагені, перетнув всю Іспанію зі сходу на північний захід і почав завоювання Галеції (сучасна Галісія). На той час готського військовика Сірілла було зміщено і відкликано до Галії. На його місце король призначив Суніеріха, який негайно об'єднався з Непоціаном. Підтримку союзниками надали знатні римо-іспанські роди, що збереглися в цій частині Піренеїв.
Під містом Луго Непоціан і Суніеріх здобули перемогу над свевами. Незадовго до цього за словами Ідація, «у Великодній тиждень», у Луго свеви перебили місцевих жителів разом з імператорським намісником Галеції (такий в 460 році ще був). Потім римо-вестготське військо рушило на південь через Бракара до Скаллабісу (нині Сантарен), розташованому трохи північніше нинішнього Лісабона, і взяли це місто. Майоріан у цей час знаходився в Цезареї Августі (нині Сарагоса), а після попрямував до Нового Карфагену, куди прибув до травня 460 року.
Втім вандальський король Гейзеріх, який ще в 457 році намагався замирити свевів і вестготів, щоб сформувати потрійний союз проти імперії, захищався дуже успішно. Під Новим Карфагеном Майоріан втратив флот, після чого вимушений був повернутися до Риму. У серпні 461 року його було вбито Ріцимером.
Могутність вестготського короля в Іспанії досягло такого рівня, що в 461 році Теодоріх II відкликав з посади магістра армії Непоціана і поставив на його місце римлянина на ім'я Арборія. Вища римська командна посада в Іспанії продовжувала існувати, і її продовжував займати римлянин, але цей римський командир отримував призначення і накази від вестготського короля.
У 462 році Теодорік II прийняв послів, відправлених Ремісмундом, сином короля свевів Мальдри. Було укладено мир: Теодорік II відправив Ремісмунду зброю, подарунки і доньку (ім'я невідоме) за дружину. Як посол до Ремісмунда Теодорік II призначив Саллу. Для зміцнення політичного зв'язку із свевами король вестготів прислав до них аріанського місіонера Аякса.
Того часу до короля звернувся імператор Лібій Север, якого не було визнано в Північній Галлії, де втаборився Егідій. Імператор звернувся до Теодеріка II по допомогу. Король вестготів в 462 році під приводом надання допомоги Лібію Северу заволодів містом Нарбонна, який він так давно хотів приєднати до своїх володінь. Коміт Агрипіна, суперник коміта Егідія, здав Нарбонну Теодоріку II, щоб отримати підтримку готів. Егідій відступив за Луару, переслідуваний братом Теодоріха — Фрідеріхом, але при Авреліанополі (Орлеані) повернув назад, у 463 році розгромив готів, де загинув Фрідеріх. Посилившись загонами франків і аланів, Егідій змусив готів відступити за Луару. Егідій вступив у переговори з королем вандалів, плануючи одночасний напад на Італію та на королівство вестготів. Смерть Егідія під час мору восени 464 року позбавила Теодоріка II від цієї загрози. Вестготи не забарилися перейти в наступ і захопили землі в середній течії Луари.
На початку 466 року в Толозі (сучасна Тулуза) Теодоріка II було вбито. Сарагоська хроніка стверджує, що його було зарізано власними людьми. Вбивство, ймовірно, сталося за наказом його молодшого брата Ейріха. Ідацій прямо звинувачує останнього в організації вбивства брата, те ж саме в хроніці Марія Аваншського.

## Зовнішність та поведінка
Сідоній Аполлінарій, що був сучасником Теодоріка II, надав наступний його опис: «Отже, Теодорік II був сильний тілом, а зросту він був трохи вище середнього. Волосся спадало йому на вуха, як це було прийнято у вестготів. Шкіра короля була білою, наче молоко, він легко червонів, але не від гніву, а від сором'язливості. Він був широкий в стегнах, а руки його володіли великою силою. Після пробудження на світанку його чекали аріанські священики, з якими він вирушав на богослужіння. Втім, придворні розповідали, що Теодорік так проводив початок дня швидше зі звички, ніж з ревнощів до віри. Слідом за цим він займався державними справами. При цьому він сидів на стільці, а поруч з ним стояв його зброєносець. Натовп одягнених в шкури — мабуть, його почт — повинен був залишатися в передній кімнаті, щоб не заважати своїм галасом королівським справам і все ж бути постійно під рукою. Теодорік приймав послів; при цьому він уважно слухав, але сам говорив мало. О другій годині дня, тобто приблизно через дві години після сходу сонця, король піднімався зі свого місця і йшов оглядати стайню і скарбницю. Після занять державними справами Теодорік часто вирушав на полювання. При цьому супроводжувачі виганяли на нього звіра, в якого він стріляв з лука. Після повернення влаштовувався обід. Усі страви були добре приготовлені. Срібний посуд не був занадто коштовним. Під час їжі велися здебільшого серйозні розмови. Лише наприкінці тижня Теодорік II обідав на самоті. Після завершення трапези король не йшов спати (а післяобідній сон вже тоді увійшов в звичку в Південній Галлії), але наказував принести йому гральні кістки. Якщо йому вдавався хороший кидок, він мовчав, а при поганому — сміявся. Навіть в грі він боявся вселити почуття страху своєму оточенню. Гра в кості сприяла настільки гарному настрою Теодоріка, що можна було звертатися до нього з проханням, безумовно розраховуючи на його задоволення. На дев'яту годину він знову займався державними справами, які утримували його до вечері. Під час трапези часто виступали блазні, які, втім, не наважувалися жартувати з приводу витрат присутніх. Після вечері ворота палацу закривалися, і перед ними виставлялася озброєна охорона».